# Hyborhabdus singularis
Hyborhabdus singularis là một loài bọ cánh cứng trong họ Cerambycidae.